# Trébrivan

Trébrivan este o comună în departamentul  Côtes-d'Armor, Franța. În anul 2009 avea o populație de 695 de locuitori.